# Sjukejewo
Sjukejewo (russisch Сюкеево, tatarisch Сөйки, Söyki) ist ein Dorf in Tatarstan, im Rajon Kamskoje Ustje. Es liegt etwa 720 Kilometer östlich von Moskau und 75 Kilometer südlich von Kasan am Ufer der Wolga und hat etwa 600 Einwohner.
Sjukejewo ist Sitz der Landgemeinde Sjukejewskoje selskoje posselenije, zu der neben dem Dorf noch die kleine Siedlung Sjukejewski Wswos gehört. Bei der Volkszählung am 14. Oktober 2010 hatte die Gemeinde 658 Einwohner.
Bei dem Ort gab es bis 1958 mehrere natürliche Höhlen im Uferhang, entstanden zwischen einer unteren Gips- und oberen Dolomitschicht. Sie wurden infolge der Flutung des Kuibyschewer Stausees zerstört.